# Asnières-sur-Oise
Asnières-sur-Oise  (Aussprache: [a.njɛʁ syʁ waz]) ist eine französische Gemeinde mit 3.128 Einwohnern (Stand: 1. Januar 2022) im Département Val-d’Oise in der Region Île-de-France; sie gehört zum Arrondissement Sarcelles und zum Kanton L’Isle-Adam. Die Einwohner werden Asnièrois genannt.

## Geographie
Asnières-sur-Oise liegt etwa 31 Kilometer nördlich von Paris am östlichen Ufer der Oise, in die hier die Thève mit ihrem Zufluss Ysieux einmündet. Umgeben wird Asnières-sur-Oise von den Nachbargemeinden Boran-sur-Oise  im Norden, Lamorlaye im Norden und Nordosten, Coye-la-Forêt im Osten, Luzarches im Osten und Südosten, Viarmes im Südosten, Saint-Martin-du-Tertre im Süden, Noisy-sur-Oise im Westen, Bruyères-sur-Oise im Nordwesten.
In der Gemeinde liegen die Wälder Forêt de Carnelle und Forêt de Chantilly.

## Bevölkerungsentwicklung
| Jahr      | 1962 | 1968 | 1975 | 1982 | 1990 | 1999 | 2006 | 2012 | 2018 |
| Einwohner | 1399 | 1462 | 1450 | 2186 | 2321 | 2479 | 2495 | 2544 | 2795 |

## Sehenswürdigkeiten
- Kloster Royaumont mit Klostergarten Jardin remarquable
- Kirche Saint-Rémi aus dem 12./13. Jahrhundert, Monument historique
- Kapelle Baillon, 1883 geweiht
- Schloss Touteville mit englischem Garten
- Schloss Baillon mit Park
- Schloss La Reine Blanche
- Neues Schloss
- Herrenhaus aus dem 17. Jahrhundert
- Schloss Petit Royaumont
- Herrenhaus Vert-Galant, roter Ziegelbau aus dem 19. Jahrhundert
- Domäne Clos des Fées
- Staustufe an der Oise
- Die fünf Brunnen
- Waschhäuser (siehe Waschhaus Rue des Auges und Waschhaus Rue des Marais)

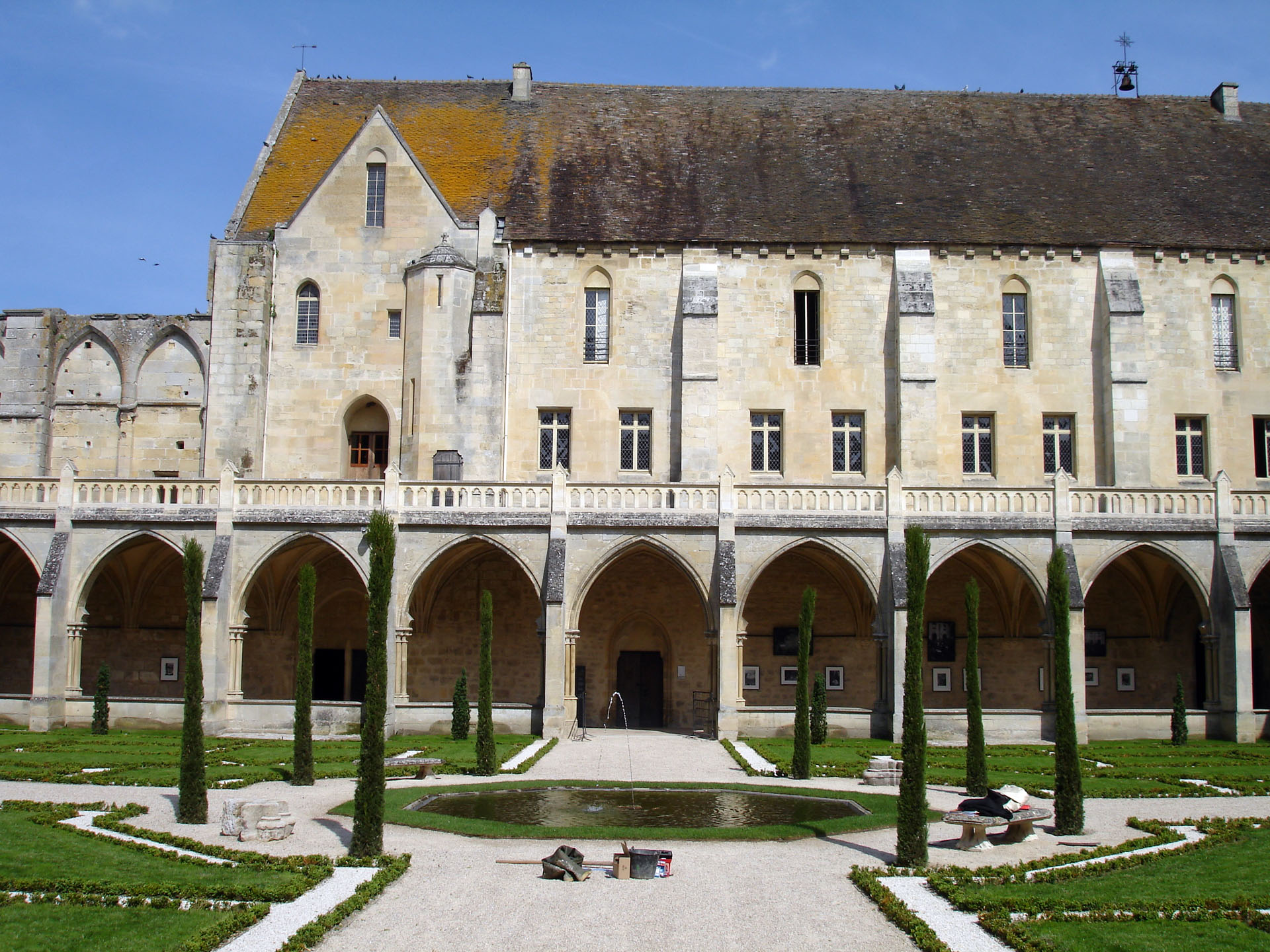
Kloster Royaumont mit Kreuzgang
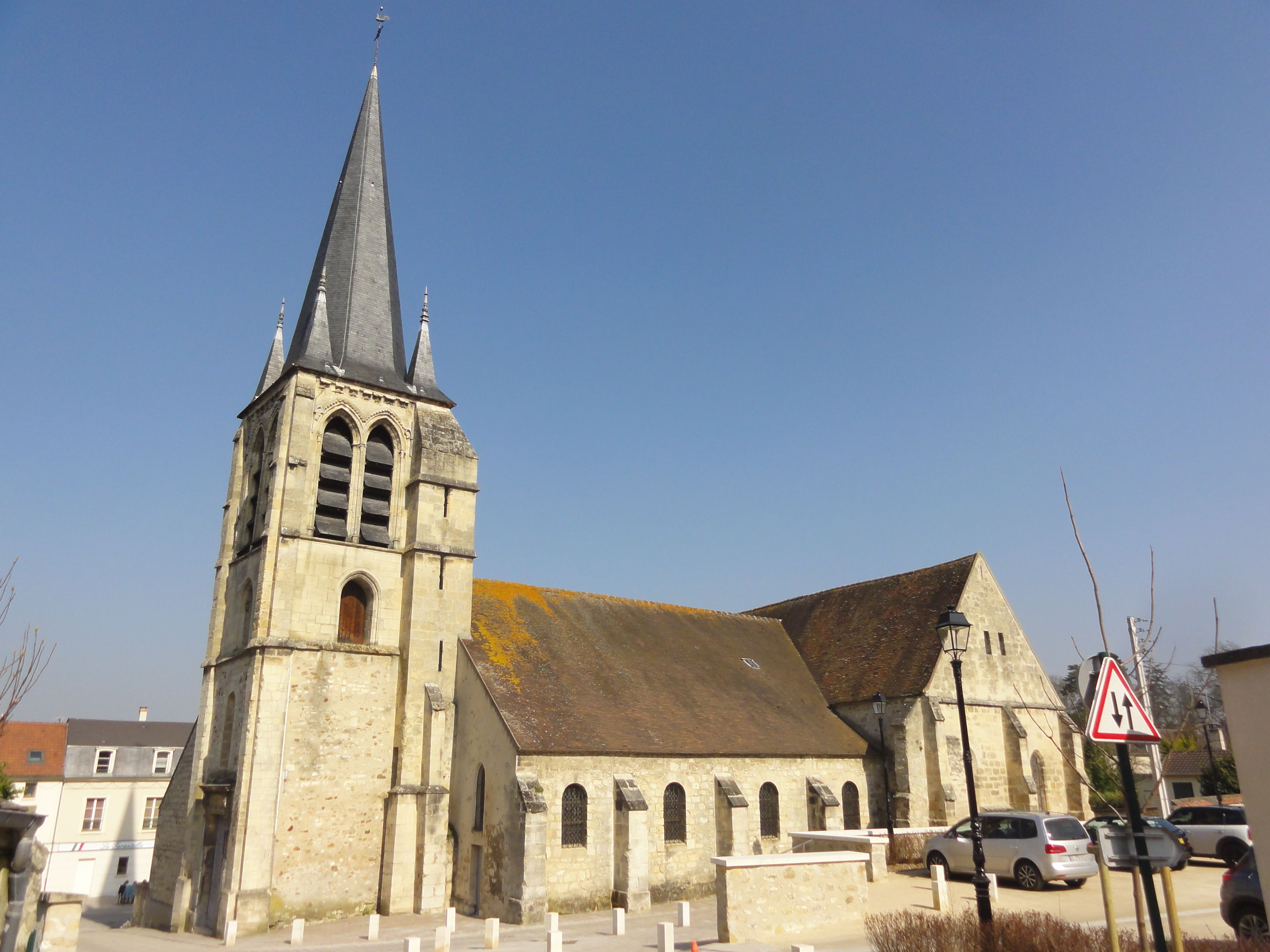
Kirche Saint-Rémi
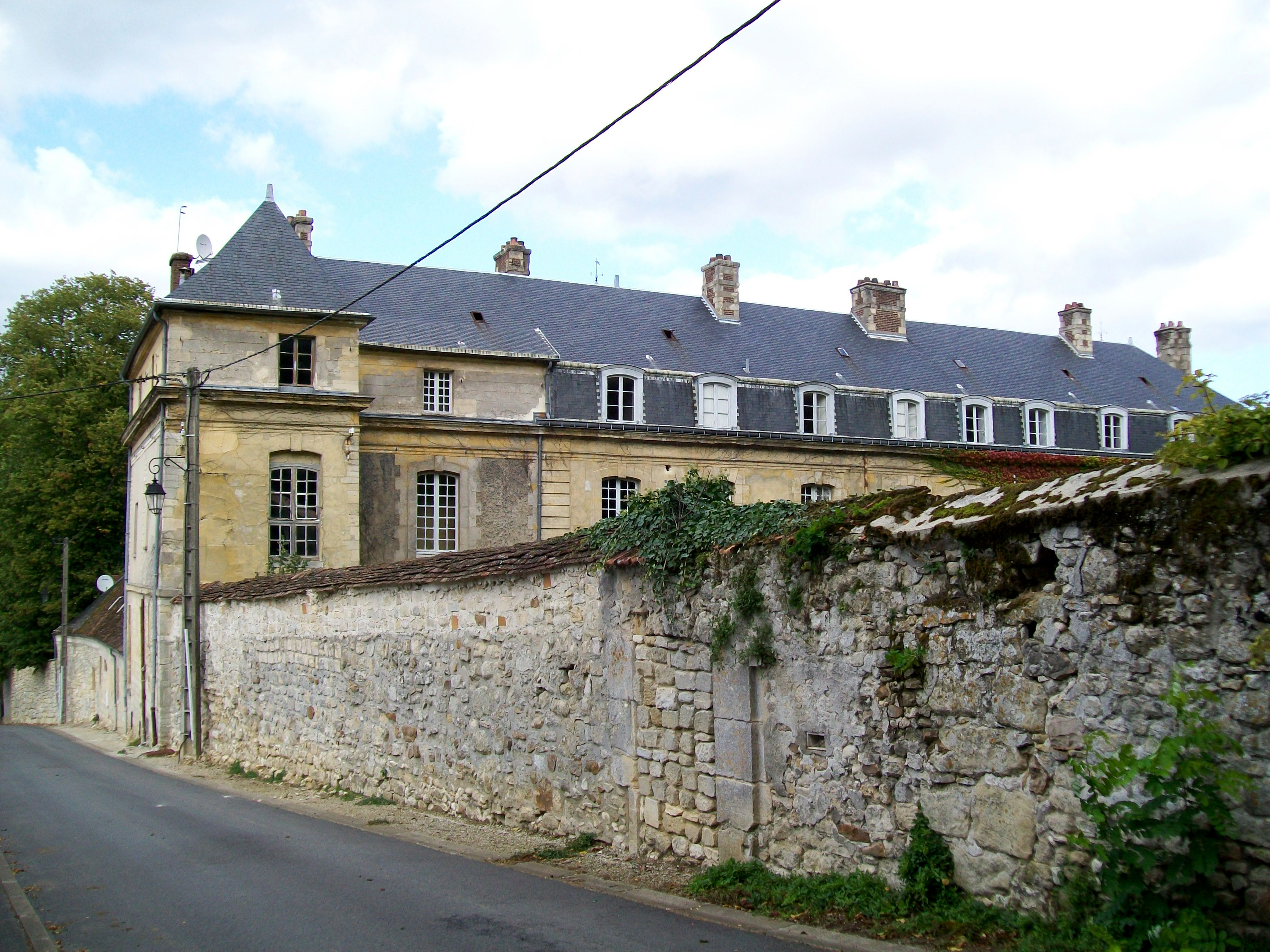
Schloss Touteville,
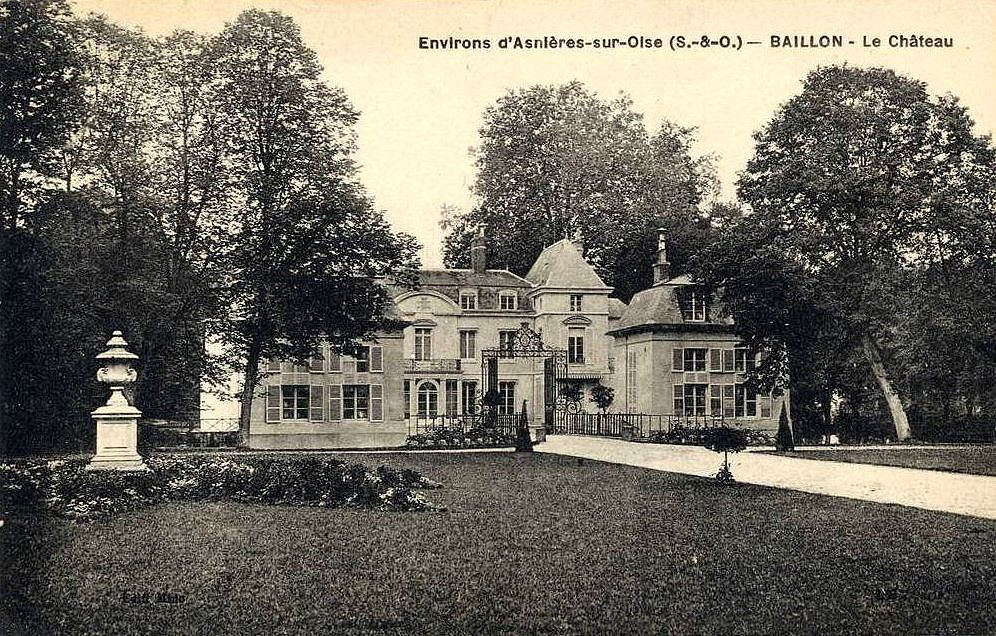
Schloss Baillon (Anfang des 20. Jahrhunderts)
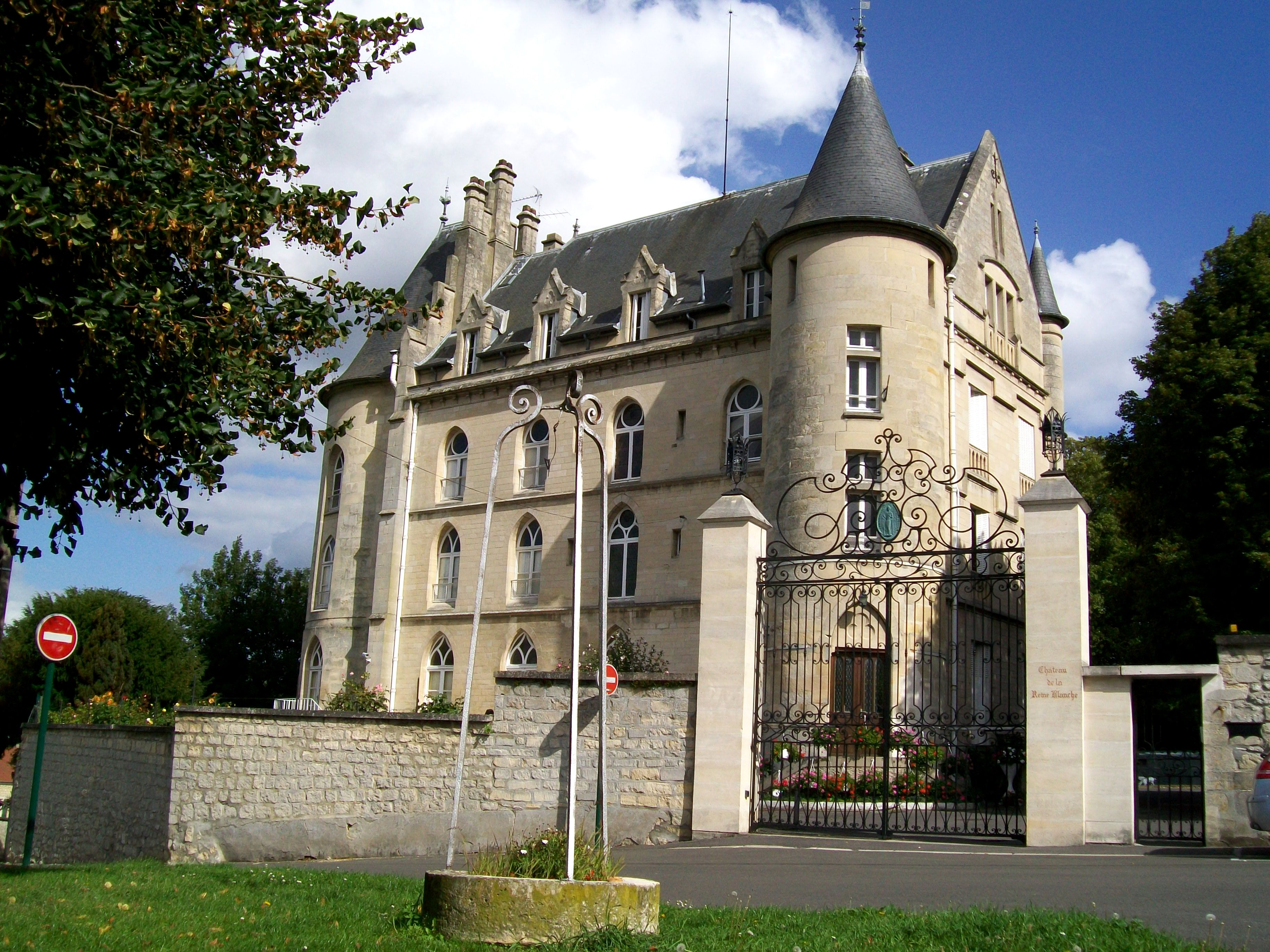
Schloss La Reine Blanche

## Wirtschaft
In Asnières-sur-Oise hat die Firma Delacoste im Jahre 1961 Sophie, die Giraffe, erfunden.

## Persönlichkeiten
- Bon-Adrien-Jeannot de Moncey (1754–1842), Marschall des Empires, Schlossherr (Schloss Baillon)
- Louis Bonaparte (1778–1846), König von Holland, Schlossherr (Schloss Baillon)
- Jean Dieudonné (1906–1992), Mathematiker
- Frédéric Masson (1847–1923), Historiker, Bürgermeister von 1886 bis 1908
- Chalifa bin Zayid Al Nahyan (1948–2022), Präsident der Vereinigten Arabischen Emirate, Schlossherr (Schloss Baillon)

## Gemeindepartnerschaft
Mit der italienischen Gemeinde Cutigliano in der Provinz Pistoia (Toskana) besteht seit 1990 eine Partnerschaft.